# Фервју (Оклахома)
Фервју (енгл. Fairview) град је у америчкој савезној држави Оклахома.

## Демографија
По попису из 2010. године број становника је 2.579, што је 154 (-5,6%) становника мање него 2000. године.
| Група             | 2000.         | 2010.         |
| Белци             | 2.619 (95,8%) | 2.398 (93,0%) |
| Афроамериканци    | 2 (0,1%)      | 9 (0,3%)      |
| Азијати           | 3 (0,1%)      | 9 (0,3%)      |
| Хиспаноамериканци | 40 (1,5%)     | 66 (2,6%)     |
| Укупно            | 2.733         | 2.579         |